# Urgel

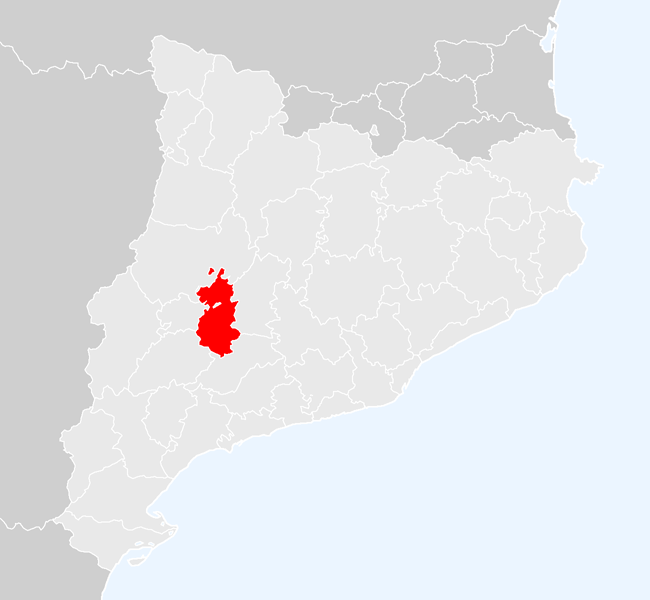
Localização do Urgel, na Catalunha

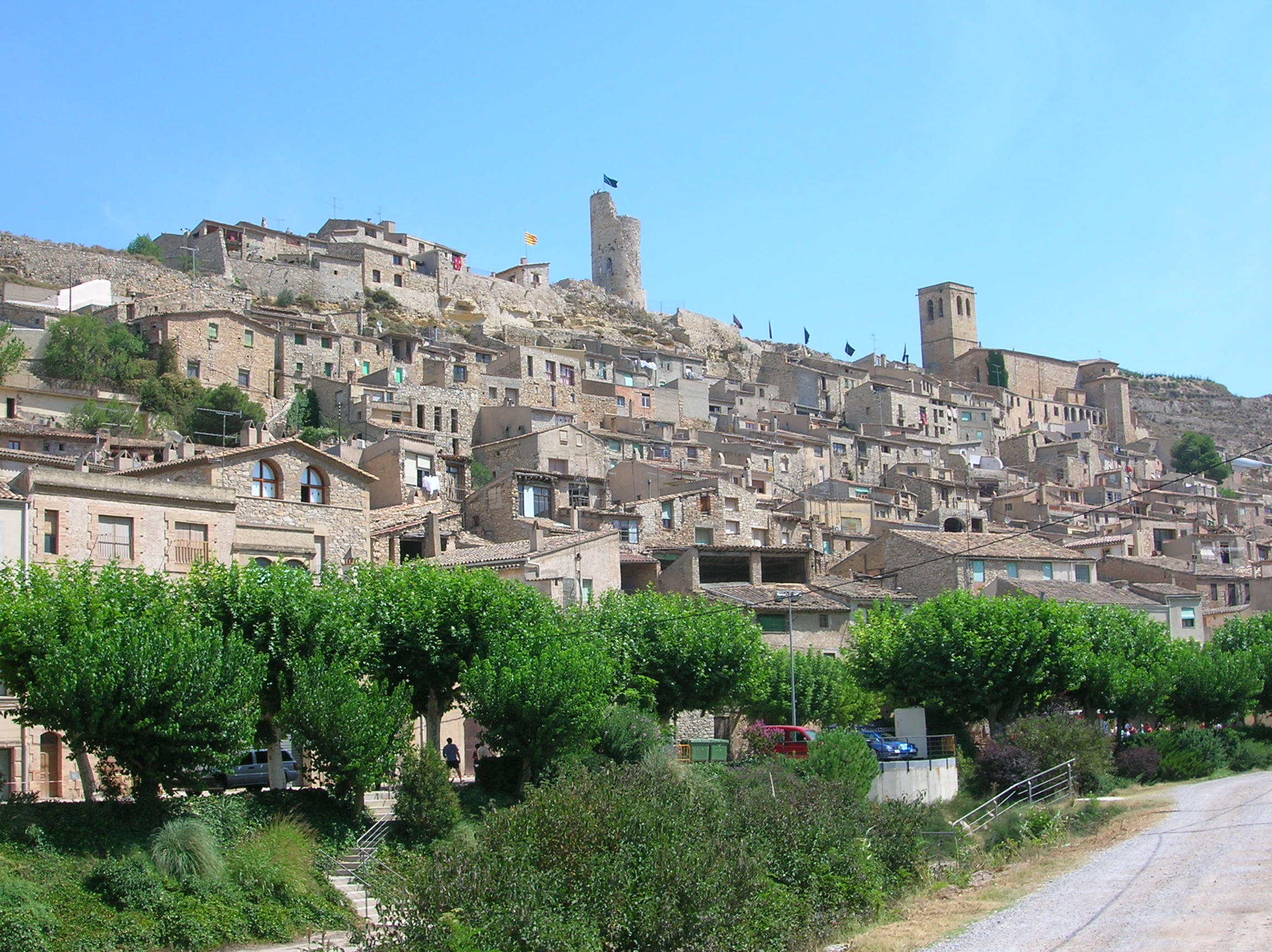
Guimerà

Urgel (em português e castelhano; em catalão e oficialmente: Urgell) é uma comarca da província de Lérida, Catalunha, Espanha. Tem 579,73 quilômetros quadrados de área e tem 36 064 habitantes. A sua capital é Tàrrega.

## Subdivisões
A comarca subdivide-se nos seguintes municípios:
- Agramunt
- Anglesola
- Belianes
- Bellpuig
- Castellserà
- Ciutadilla
- La Fuliola
- Guimerà
- Maldà
- Nalec
- Els Omells de na Gaia
- Ossó de Sió
- Preixana
- Puigverd d'Agramunt
- Sant Martí de Riucorb
- Tàrrega
- Tornabous
- Vallbona de les Monges
- Verdú
- Vilagrassa